# Burdur şiş
El burdur şiş, que és popular a la zona de Burdur, Turquia, és un tipus de kebab o köfte de la gastronomia turca. Es prepara de manera diferent al şiş köfte, ja que no conté cap espècie o herba excepte sal i es menja sempre amb un tipus especial de pide. El Burdur şiş va obtenir la indicació geogràfica de l'Oficina de Patents i Marques de Turquia l'any 2010.

## Història
Tot i que originalment es feia amb carn de cabra picada a principis del segle XIX, ara es prepara amb carn de vedella picada, degut a la disminució de la cria de cabres i al canvi en el sistema sociocultural natural al llarg dels anys.